# Венера-14
Венера-14 је била совјетска аутоматска научно-истраживачка станица (вјештачки сателит) намијењена за истраживање планете Венере. Лансирана је 4. новембра 1981.

## Ток мисије
Апарат је био идентичан апарату Венера-13. Дана 5. марта 1982. дио за спуштање је ушао у атмосферу Венере. Послије спуштања на површину планете је слао податке и слике 57 минута. Они су потврдили податке примљене са Венере-13.

## Основни подаци о лету
- Датум лансирања: 4. новембар 1981.
- Ракета носач:
- Мјесто лансирања: Тјуратам, Бајконур
- Маса сателита (kg):

## Галерија
- Марка посвећена лету Венере-13 и 14.